# Oldřich Zábrodský
Oldřich Zábrodský (28. února 1926 Praha – 22. září 2015) byl český a československý hokejový obránce, bratr hokejisty Vladimíra Zábrodského.
Hrál za klub LTC Praha, se kterým po druhé světové válce čtyřikrát vyhrál mistrovský titul (1945/1946, 1946/1947, 1947/1948 a 1948/1949). Československo reprezentoval na Zimních olympijských hrách 1948, odkud si přivezl stříbrnou medaili. Po účasti na Spenglerově poháru na konci roku 1948 zůstal ve Švýcarsku, kde sezónu dohrál v místním HC Davos. Následující dva ročníky působil v HC Lausanne, čímž ukončil svoji sportovní kariéru. V roce 1951 se přes Itálii dostal do Spojených států amerických, odkud se v roce 1960 přestěhoval do Belgie, kde žil až do své smrti.
S manželkou měl syna a dceru, kteří žijí ve Spojených státech amerických.
Za československou reprezentaci odehrál celkem 21 zápasů a vstřelil jednu branku.